# تيمقتن
تيمقطن أو تامكتن بلدية بولاية أدرار الجزائرية تقع شرق مدينة رقان. تحتوي على 17 حي هم حي المنصور.المرقب.الزوية.بلاد المهدي.قصبة الجنة.أَخَنُّوسْ.أولاد الحاج.اولف الكبير. بلادالحسين.زاوية مولاي هيبة.اينر.تِمقطن.قَوْقَوْ.بلاد مولاي رشيد.قصبة السيد.عين بلبال.مطروين. تيمقطن تابعة إداريا لدائرة اولف.